# Cyphophoenix alba
Cyphophoenix alba es una especie de palmera del género Cyphophoenix originaria de Nueva Caledonia. 

## Descripción
Es una palmera con los tallos solitarios, de tamaño mediano, de colormarrón-verde y rodeado de anillos espaciados a intervalos regulares. Alcanza un tamaño de hasta 7 metros de altura y  12 cm de diámetro. La parte superior del tronco está rodeado por una capa de cera. Consta de diez hojas en la corona, cada una de aproximadamente 1 metro y un color verde blanquecino, que está rodeada de cera. El pecíolo mide hasta 60 cm de largo, y es arqueada, puede medir hasta 3 metros. Tiene  45 foliolos rígidos, con las costillas sobresalientes  dispuestas a cada lado a lo largo de la columna central. Los foliolos miden desde 5 mm a 6,2 cm de ancho, y 24 cm a 1,2 m de largo.

## Hábitat
Crece en Nueva Caledonia, en el noreste de la península, en el Mont Panie y alrededor de los bosques húmedos sobre suelo compuesto por esquistos y gneis. Crece a una altitud de 200 a 600 metros , pero también se encuentra a mayor altura, o en la orilla del mar, más aislado.

## Taxonomía
Cyphophoenix alba fue descrita por (H.E.Moore) Pintaud & W.J.Baker y publicado en Kew Bulletin 63: 67. 2008.
Etimología
Cyphophoenix: nombre genérico compuesto por las palabras kyphos = "joroba", "encorvada", y phoenix = un nombre general para una palmera, quizás en referencia a la terminal prominente estigmática que se mantiene en la fruta.
alba: epíteto latino que significa "blanca".
Sinonimia
- Veillonia alba H.E.Moore[4]